# Selina Chönz
Selina Chönz (Samedan, 4 augustus 1910 - aldaar, 17 februari 2000) was een Zwitserse schrijfster.

## Biografie

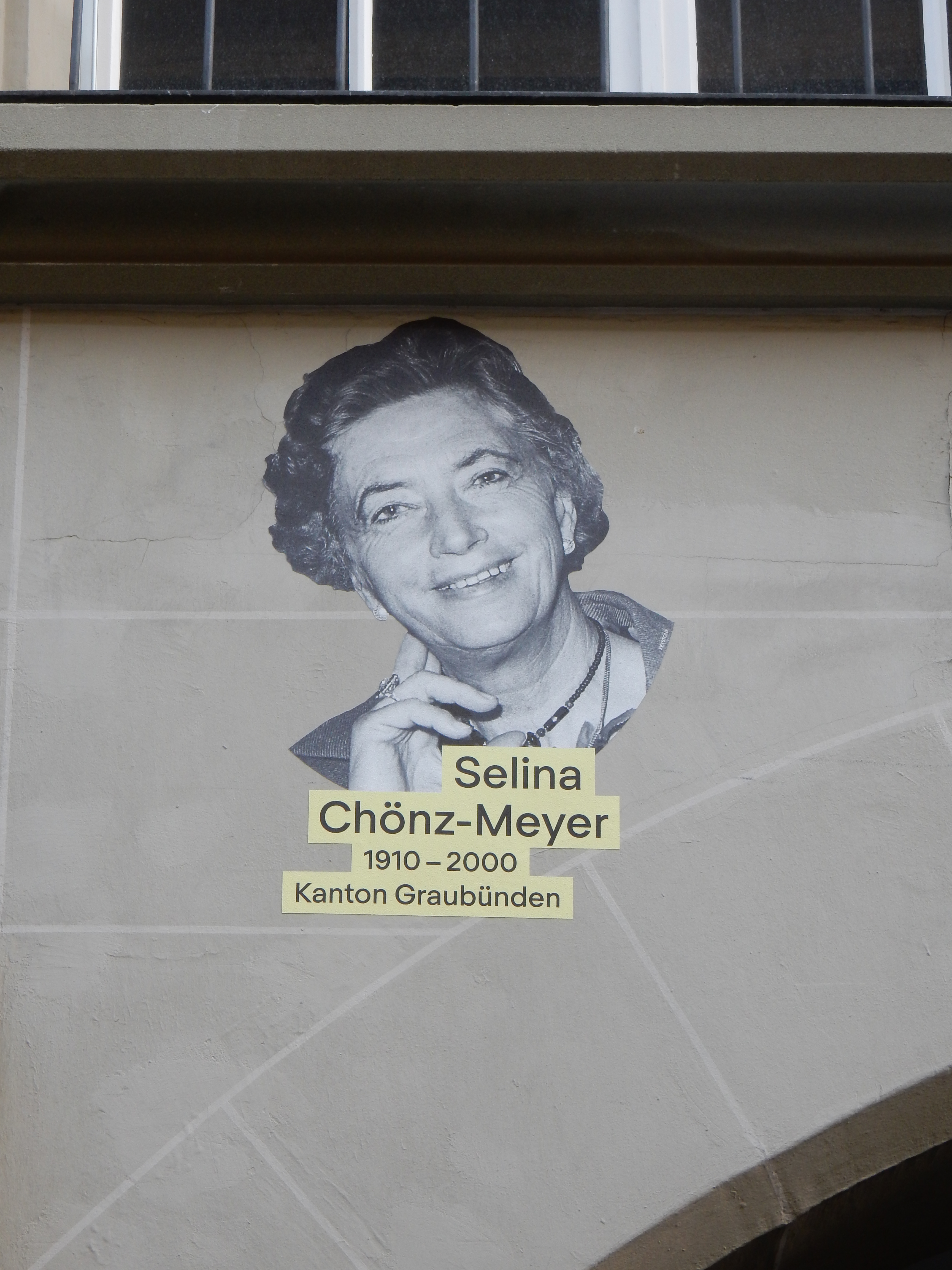
Selina Chönz in het straatbeeld van Bern in het kader van de actie Hommage 2021.

### Afkomst en opleiding
Selina Chönz, die werd geboren als Selina Meyer, was een dochter van Anton Meyer, die drukker was, en van Marie Louise Ronzi. In 1939 trouwde ze met Iachen Ulrich Könz. Na haar opleiding als kleuterjuf bracht ze ook een tijdje door in Lausanne en Oxford om er de taal te leren.

### Carrière
Chönz schreef diverse jeugdboeken, waaronder Flurina in 1952, La naivera  in 1957 en het bekende Uorsin in 1945, dat werd geïllustreerd door Alois Carigiet, dat in onder meer het Duits, Frans, Engels en Japans werd vertaald en dat tevens zou worden verfilmd. Verder schreef ze ook diverse verhalen, zoals La chastlauna uit 1940, Il purtret da l'antenat uit 1943 en La scuvierta da l'orma uit 1950.

## Werken
- (rm)  Uorsin, 1945.
- (rm)  Flurina, 1952.
- (rm)  La naivera, 1957.
- (rm)  La chastlauna, 1940.
- (rm)  Il purtret da l'antenat, 1943.
- (rm)  La scuvierta da l'orma, 1950.